# Endless Summer Vacation
Endless Summer Vacation (укр. Нескінченні літні канікули) — восьмий студійний альбом американської співачки Майлі Сайрус, випущений 10 березня 2023 року на лейблі Columbia Records. Це перша повноцінна робота співачки з моменту підписання контракту із Columbia на початку 2021 року. 
Endless Summer Vacation це альбом в жанрі поп і денс-поп, що відрізняє його від стилю попередньої платівки співачки Plastic Hearts, на якій панували синті-поп, рок і глем-рок. За словами Сайрус, загальна концепція альбому пов'язана з її особистою прихильністю до міста Лос-Анджелес, де здебільшого й була записана робота. Серед запрошених музикантів, які брали участь у створенні альбому, співачки Бренді Карлайл і Сіа.
На підтримку альбому було випущено три сингли. Головний сингл «Flowers» встановив низку комерційних рекордів і провів вісім тижнів на першому місці Billboard Hot 100. Також він посів перші місця хітпарадів понад 35 країн. Сингли «River» і «Jaded» вийшли в березні та квітні 2023 року відповідно.
Endless Summer Vacation отримав схвальні відгуки музичних критиків, які особливо підкреслювали його комерційну привабливість, рівень продюсування і вокал Сайрус. Альбом посів високі позиції в чартах щонайменше 27 країн, очоливши 10 з них. на 66-й премії «Греммі» платівка була номінована на «Альбом року» та «Найкращий вокальний попальбом», а сингл «Flowers» отримав нагороди «Запис року» та «Найкраще сольне попвиконання».
25 серпня 2023 року спеціально для цифрового видання альбому було випущено сингл «Used to Be Young». З його виходом Endless Summer Vacation став першою після Bangerz (2013) платівкою Сайрус, декілька синглів якої змогли потрапили в першу десятку чарту США. Вісім композицій з альбому співачка виконала наживо для концертного фільму Endless Summer Vacation (Backyard Sessions), який вийшов 10 березня 2023 року на Disney+. 24 серпня 2023 року оновлену версію стрічки показали на телеканалі ABC, а наступного дня вона була випущена на платформі Hulu.

## Передумови та запис
У березні 2021 року Сайрус після восьми років співпраці з RCA Records підписала контракт із Columbia Records. Її першими релізами на новому лейблі були ремікс пісні Kid Laroi «Without You» і концертний альбом Attention: Miley Live, випущені в квітні 2021 та квітні 2022 відповідно.
У жовтні 2021 року видання Billboard підтвердило, що співачка зараз працює над новим альбомом. Офіційно вихід майбутньої платівки був анонсований в січні 2023 року. Тоді Сайрус назвала її «своїм любовним зізнанням Лос-Анджелесу».
Працювати над альбомом Сайрус допомагали кілька продюсерів, зокрема Тайлер Джонсон, Грег Керстін, Kid Harpoon і Mike Will Made It. Останній свого часу також долучився до створення інших платівок співачки: Bangerz (2013), Miley Cyrus & Her Dead Petz (2015) і She Is Coming (2019). Записувався альбом в місті Лос-Анджелес.

## Обкладинка та випуск
16 грудня 2022 року у великих містах по всьому світу були розвішані рекламні плакати з написом «New Year, New Miley» (укр. Новий рік, нова Майлі). 5 січня 2023 року Сайрус оприлюднила офіційні назву, обкладинку та дату виходу майбутнього альбому. Того ж дня вийшов трейлер, який анонсує вихід платівки. 27 лютого 2023 року Сайрус опублікувала список композицій Endless Summer Vacation.
Світлина для обкладинки альбому, на якій Сайрус у чорному купальнику звисає з трапа гелікоптера, зроблена фотографом Бріанною Капоцці. Наприкінці січня 2023 року на знак вдячності фанатам співачка підписала обмежену кількість листівок із цим зображенням, які пропонувалось отримати всім охочим, заповнивши форму на її вебсайті. 
Альбом вийшов у цифровому та фізичному форматах 10 березня 2023 року на лейблі Columbia. Червоні та прозорі вінілові копії платівки були створені ексклюзивно для продажу на вебсайті Сайрус, а білі — для низки роздрібних торгових мереж: Target у США, HMV у Британії та JB Hi-Fi в Австралії.

## Просування
10 березня 2023 року на сервісі Disney+ був випущений концертний фільм Endless Summer Vacation (Backyard Sessions), який складається з живого виступу Сайрус і коментарів щодо процесу створення альбому. Це продовження серії виступів під назвою Backyard Sessions, розпочатої співачкою ще 2012 року. У фільмі Сайрус виконала вісім пісень з альбому: «Jaded», «Rose Coloured Lenses», «Thousand Miles», «Wildcard», «Island», «Wonder Woman», «River» і «Flowers», а також свій сингл «The Climb» 2009 року.

### Сингли
Головний сингл альбому «Flowers» разом із відеокліпом був випущений 12 січня 2023 року, отримавши переважно позитивні відгуки критиків. Багато хто високо оцінив вокальну роботу Сайрус. Пісня очолила чарти більше ніж 35 країн, зокрема США, Британії, Австралії, Канади, Німеччини та Франції.
Другий сингл альбому «River» офіційно був випущений 13 березня 2023 року, а третій сингл «Jaded» — 17 квітня 2023 року. «Used to Be Young» був випущений 25 серпня 2023 року як сингл для просування цифрового видання альбому.

## Нагороди
| Премія                  | Рік  | Категорія                     | Результат | Прим.  |
| ----------------------- | ---- | ----------------------------- | --------- | ------ |
| MTV Video Music Awards  | 2023 | Альбом року                   | Номінація | [ 48 ] |
| Los 40 Music Awards     | 2023 | Найкращий міжнародний альбом  | Номінація | [ 49 ] |
| Danish Music Awards     | 2023 | Міжнародний альбом року       | Номінація | [ 50 ] |
| Gold Derby Music Awards | 2024 | Альбом року                   | Номінація | [ 51 ] |
| Gold Derby Music Awards | 2024 | Найкращий попальбом           | Номінація | [ 51 ] |
| Grammy Awards           | 2024 | Альбом року                   | Номінація | [ 52 ] |
| Grammy Awards           | 2024 | Найкращий вокальний попальбом | Номінація | [ 52 ] |
| People's Choice Awards  | 2024 | Альбом року                   | Номінація | [ 53 ] |

## Тираж і продажі
Одразу після свого виходу Endless Summer Vacation мав великий комерційний успіх. Альбом дебютував під номером один у десяти офіційних чартах по всьому світу. В США він розташувався на третій позиції Billboard 200 і став вже 14-ю платівкою Сайрус, яка змогла потрапити в десятку найкращих альбомів країни. В Канаді альбом дістався другого місця Canadian Albums Chart.
У Великій Британії Endless Summer Vacation очолив UK Albums Chart, ставши другою після Bangerz (2013) платівкою Сайрус, якій це вдалося. Також у Британії загалом було продано понад 60 000 одиниць альбому, за що 14 липня 2023 року BPI надала йому срібний статус. У Німеччині та Нідерландах платівка дебютувала на другому та першому місцях відповідно, що стало найбільшим досягненням співачки в цих країнах.
В Австралії новий альбом Сайрус вперше після виходу Bangerz посів перше місце ARIA Album Charts. У Новій Зеландії Endless Summer Vacation також дебютував під номером один в місцевому чарті, ставши другою платівкою Сайрус, якій це вдалося, після саундтреку до фільму «Ханна Монтана» 2009 року.
Загалом, згідно IFPI, Endless Summer Vacation став 19-м найбільш продаваним альбомом у світі за 2023 рік. 

## Список композицій
| Цифрове видання альбому | Цифрове видання альбому                     | Цифрове видання альбому                                                                                                   | Цифрове видання альбому                                     | Цифрове видання альбому |
| #                       | Назва                                       | Автор | Продюсер                                                    | Тривалість              |
| ----------------------- | ------------------------------------------- | --- | ----------------------------------------------------------- | ----------------------- |
| 1.                      | «Flowers»                                   | Miley Cyrus, Gregory Aldae Hein, Michael Pollack                                                                          | Kid Harpoon, Tyler Johnson                                  | 3:20                    |
| 2.                      | «Jaded»                                     | Cyrus, Greg Kurstin, Sarah Aarons                                                                                         | Kurstin                                                     | 3:05                    |
| 3.                      | «Rose Colored Lenses»                       | Cyrus, Thomas Hull, Johnson                                                                                               | Kid Harpoon, Johnson                                        | 3:43                    |
| 4.                      | «Used to Be Young»                          | Hein, Pollack, Cyrus | Cyrus, Pollack, Shawn Everett                               | 3:11                    |
| 5.                      | «Thousand Miles» (за участі Бренді Карлайл) | Cyrus, Tobias Jesso Jr., Bibi Bourelly, Michael Len Williams II                                                           | Kid Harpoon, Mike Will Made It, Johnson                     | 3:51                    |
| 6.                      | «You»                                       | Cyrus, Bourelly, Pollack, Ian Kirkpatrick                                                                                 | Jay Moon, Jonny Coffer                                      | 2:59                    |
| 7.                      | «Handstand»                                 | Cyrus, Harmony Korine, Maxx Morando                                                                                       | Morando                                                     | 3:25                    |
| 8.                      | «River»                                     | Cyrus, Justin Tranter, Hull, Johnson                                                                                      | Kid Harpoon, Johnson                                        | 2:42                    |
| 9.                      | «Violet Chemistry»                          | Cyrus, M. Williams, Jesse Shatkin, James Blake, Sia Furler                                                                | Shatkin, Max Taylor-Sheppard, Morando, Mike Will Made It    | 4:06                    |
| 10.                     | «Muddy Feet» (за участі Sia)                | Cyrus, Pollack, M. Williams, Bourelly, Hein, Shatkin, Furler, Jesse van der Meulen, David Frank, Steve Kipner, Pam Sheyne | Jerome Williams, Shatkin, Coffer, Mike Will Made It, Zwiffa | 2:16                    |
| 11.                     | «Wildcard»                                  | Cyrus, Hull, Johnson, Jesso                                                                                               | Kid Harpoon, Johnson                                        | 3:13                    |
| 12.                     | «Island»                                    | Cyrus, Jennifer Decilveo, Caitlyn Smith, BJ Burton, Pollack                                                               | Burton                                                      | 3:59                    |
| 13.                     | «Wonder Woman»                              | Cyrus, Pollack, Hein, Hull, Johnson                                                                                       | Kid Harpoon, Johnson                                        | 3:05                    |
| 14.                     | «Flowers (Demo)»                            | Hein, Pollack, Cyrus |                                                             | 3:30                    |
| 46:32                   |                                             | |                                                             |                         |

Семпли
- «Muddy Feet» містить елементи пісні «Starving for Love» у виконанні Елли Вашингтон

## Позиції в чартах
| Чарт (2023)                                        | Найвища позиція |
| -------------------------------------------------- | --------------- |
| Австралія Australian Albums (ARIA)                 | 1               |
| Австрія Austrian Albums (Ö3 Austria)               | 1               |
| Бельгія Belgian Albums (Ultratop Flanders)         | 2               |
| Бельгія Belgian Albums (Ultratop Wallonia)         | 3               |
| Велика Британія UK Albums (OCC)                    | 1               |
| Греція Greek Albums (IFPI)                         | 16              |
| Данія Danish Albums (Hitlisten)                    | 4               |
| Ірландія Irish Albums (OCC)                        | 1               |
| Ісландія Icelandic Albums (Plötutíðindi)           | 4               |
| Іспанія Spanish Albums (PROMUSICAE)                | 4               |
| Італія Italian Albums (FIMI)                       | 4               |
| Канада Canadian Albums (Billboard)                 | 2               |
| Литва Lithuanian Albums (AGATA)                    | 2               |
| Нідерланди Dutch Albums (MegaCharts)               | 1               |
| Німеччина German Albums (Offizielle Top 100)       | 2               |
| Нова Зеландія New Zealand Albums (RMNZ)            | 1               |
| Норвегія Norwegian Albums (VG-lista)               | 1               |
| Португалія Portuguese Albums (AFP)                 | 1               |
| Словаччина Slovak Albums (ČNS IFPI)                | 3               |
| США Billboard 200                                  | 3               |
| Угорщина Hungarian Albums (MAHASZ)                 | 3               |
| Фінляндія Finnish Albums (Suomen virallinen lista) | 2               |
| Франція French Albums (SNEP)                       | 6               |
| Хорватія Croatian International Albums (HDU)       | 5               |
| Чехія Czech Albums (ČNS IFPI)                      | 3               |
| Швейцарія Swiss Albums (Schweizer Hitparade)       | 1               |
| Швеція (Sverigetopplistan)                         | 2               |
| Шотландія Scottish Albums (OCC)                    | 1               |
| Японія Japanese Digital Albums (Oricon)            | 24              |

| Чарт (2023)                                  | Позиція |
| -------------------------------------------- | ------- |
| Австралія Australian Albums (ARIA)           | 75      |
| Австрія Austrian Albums (Ö3 Austria)         | 67      |
| Бельгія Belgian Albums (Ultratop Flanders)   | 54      |
| Бельгія Belgian Albums (Ultratop Wallonia)   | 64      |
| Канада Canadian Albums (Billboard)           | 23      |
| Данія Danish Albums (Hitlisten)              | 38      |
| Нідерланди Dutch Albums (Album Top 100)      | 38      |
| Франція French Albums (SNEP)                 | 47      |
| Німеччина German Albums (Offizielle Top 100) | 61      |
| Угорщина Hungarian Albums (MAHASZ)           | 60      |
| Італія Italian Albums (FIMI)                 | 81      |
| Польща Polish Albums (ZPAV)                  | 41      |
| Іспанія Spanish Albums (PROMUSICAE)          | 45      |
| Швеція Swedish Albums (Sverigetopplistan)    | 33      |
| Швейцарія Swiss Albums (Schweizer Hitparade) | 52      |
| Велика Британія UK Albums (OCC)              | 78      |
| США Billboard 200                            | 45      |

## Сертифікації
| Регіон                                                      | Сертифікація  | Продажі |
| ----------------------------------------------------------- | ------------- | ------- |
| Бельгія (BEA)                                               | Золотий       | 10 000  |
| Бразилія (ABPD)                                             | 2× Платиновий | 80 000  |
| Канада (Music Canada)                                       | Платиновий    | 80 000  |
| Данія (IFPI Denmark)                                        | Золотий       | 10 000  |
| Франція (SNEP)                                              | Золотий       | 50 000  |
| Італія (FIMI)                                               | Золотий       | 25 000  |
| Нова Зеландія (RIANZ)                                       | Платиновий    | 15 000  |
| Польща (ZPAV)                                               | 2× Платиновий | 40 000  |
| Швеція (IFPI Sweden)                                        | Золотий       | 15 000  |
| Швейцарія (IFPI Switzerland)                                | Золотий       | 10 000  |
| Велика Британія (BPI)                                       | Срібний       | 60 000  |
| продажі+прослуховування, що базуються лише на сертифікаціях |               |         |